# Randsportart

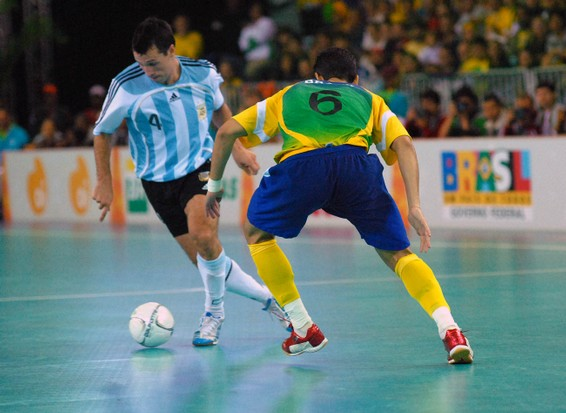
Futsal ist im deutschsprachigen Raum kaum bekannt. In Südamerika, Süd- und Osteuropa hingegen ist es eine Massensportart.

Randsportart bezeichnet jene Sportarten, die von Massenmedien und der Öffentlichkeit nur am Rande wahrgenommen werden.

## Medieninteresse
Welche Sportarten dazugehören, ist regional unterschiedlich. Baseball, in den USA neben American Football, Eishockey und Basketball Hauptmedienereignis mit entsprechenden Milliardenumsätzen, ist in Europa eine wenig beachtete Randsportart. Dagegen wird beispielsweise in Pakistan der Fußball in den Medien kaum wahrgenommen. In Deutschland zählt auch das Sportschießen zu den Randsportarten, obwohl die Mitgliedszahlen der Schießsportverbände bei Statistiken regelmäßig auf dem dritten oder vierten Platz liegen.
Mit dem Begriff der Randsportart verbindet sich der Blickwinkel der Medien – bezogen auf die ökonomische Verwertbarkeit dieser Sportart. Zwischen Publikumsinteresse und Medienpräsenz gibt es dabei komplexe Wechselwirkungen.
Sportarten, die bevorzugt von elitären Kreisen gepflegt werden, fallen, auch bei mangelndem Publikums- und Medieninteresse, nicht unter diese Bezeichnung, so zum Beispiel Golf, Hochsee-Yachting, Polo oder Dressurreiten.
Randsportarten sind Sportarten, die von vergleichsweise wenigen Menschen betrieben werden und/oder ein geringes öffentliches Interesse genießen. Zumeist werden Randsportarten von Sportlern betrieben, die ihrem Sport als Amateure nachgehen.

## Beispiele für Randsportarten
|        |        |           |            |          |         |
| Futsal | Pelota | Wasserski | Rollhockey | Korfball | Kaatsen |